# Електротерапија
Електротерапија је употреба електричне енергије као медицинског третмана. У медицини, термин електротерапија може се односити на различите терапије, укључујући употребу електричних уређаја, као што су дубока стимулација мозга за лечење неуролошких болести.
Електротерапија је део неуротерапије и има за циљ промену неуронске активности. Овај термин се такође користи за означавање примене електричне струје ради убрзања зарастања рана. Електромагнетна стимулација широко се користи за ублажавање мишићног бола.
Поред тога, термини „електротерапија” или „електромагнетна терапија” примењивали су се и на разне алтернативне медицинске уређаје и третмане. Докази који подржавају ефикасност електротерапије су ограничени.

## Историја
Прво забележено лечење пацијента електричном енергијом извршио је Јохан Готлоб Кругер 1743. године. Џон Весли је 1747. године промовисао електрично лечење као универзални лек, али је оно одбијено од стране главне медицинске струке. Ђовани Алдини је лечио лудило статичким електрицитетом од 1823. до 1824. године.
Први записани медицински третмани електричном енергијом у Лондону обављени су 1767. године у болници Мидлсекс у Лондону, користећи посебан апарат. Десет година касније, исти апарат купљен је за болницу Св. Вартоломеја. Болница Гај има објављену листу случајева из раног 19. века. Голдинг Бирд из болнице Гај увео је електротерапију у главну струку средином 19. века. У другој половини 19. века, акценат се померио са давања великих удараца целом телу на прецизније дозе, минимално ефикасне.

### Опрема
Електротерапијска опрема историјски је обухватала:
- Електричну купку за високонапонску статичку индукцију
- Оудинов калем, високонапонски индукциони калем, који се користио око 1900. године
- Фарадова батерија, уређај за локализовану електричну стимулацију
- Пулвермахеров ланац, носиви електрохемијски уређаји који су углавном користили шарлатани, који су били у употреби у другој половини 19. века
- Лејденове тегле, рани облик кондензатора, за складиштење електричне енергије
- Електростатички генератори различитих врста

### Људи
Неки од важних људи у историји електротерапије су:
- Луиђи Галвани, пионир медицинске електричности
- Бенџамин Френклин, рани поборник електротерапије који ју је широко распространио, али је већином била прихваћена од стране шарлатана и лажних исцелитеља
- Голдинг Бирд
- Чарлс Графтон Пејџ
- Душен де Булон
- Жак-Арсен Дарсонвал
- Џорџ Милер Бирд
- Маргарет Кливс, промотерка озонске терапије

Неколико значајних историчних практичара на рубу медицине укључују:
- Џејмса Грејема — британски лекар и промотер електротерапије и других неортодоксних метода лечења.
- Франца Месмера — немачки лекар познат по развоју теорије о „живчаној сили”, која је предак хипнозе.

## Медицинска употреба
Електротерапија се првенствено користи у физикалној терапији за:
- опуштање мишићних грчева[9][10]
- спречавање и успоравање атрофије услед некоришћења[11][12]
- побољшање локалне циркулације крви[13]
- рехабилитацију и поновно обучавање мишића[14]
- електростимулацију мишића[15]
- одржавање и повећање опсега покрета
- управљање хроничним и јаким боловима, укључујући дијабетесну неуропатију[16]
- лечење акутног посттрауматског и постхируршког бола
- постхируршку стимулацију мишића ради спречавања венске тромбозе
- зарастање рана[17]
- примену лекова[18]

Постоје ограничени докази који подржавају ефикасност електротерапије, нарочито у лечењу мишићно-скелетних поремећаја, остеоартритиса, фибромијалгије, бола у врату, лумбопелвичног бола и улцеративних стања. Нека од дејстава ове терапије нису у потпуности објашњена, а тврдње о њеној ефикасности и најбољим методама примене често су анегдотске.

### Стања мишићно-скелетног система
Уопштено, постоји мало доказа да је електротерапија ефикасна у лечењу мишићно-скелетних обољења. Конкретно, нема доказа да електротерапија помаже у ублажавању бола изазваног остеоартритисом, а доступни докази о њеној ефикасности у лечењу фибромијалгије су веома ограничени или непостојећи.

### Бол у врату и леђима
Осврт из 2016. године утврдио је да, „у недостатку доказа о ефикасности“, клиничари не би требало да препоручују електротерапију за лечење болова у врату или повезаних поремећаја. Раније анализе су показале да није могуће донети закључке о ефикасности електротерапије за бол у врату, као и да електротерапија има ограничен ефекат на ублажавање бола у врату када се процењује на основу клиничких резултата. Каснији освр из 2023. године потврдио је овај закључак, истичући да постоји мало квалитетних доказа који подржавају употребу електромагнетне стимулације за ублажавање бола.
Осврт из 2015. године закључио је да су докази о ефикасности електротерапије за бол у доњем делу леђа повезан са трудноћом „веома ограничени“.

#### Поремећаји рамена
Осврт из 2014. године, коју је објавио Cochrane, утврдио је да нема довољно доказа да се утврди да ли је електротерапија ефикаснија од вежби у лечењу адезивног капсулитиса (замрзнутог рамена). Методолошки проблеми су спречили доношење закључака о ефикасности било које методе рехабилитације за синдром затезања рамена.

#### Други поремећаји мишићно-скелетног система
Постоје ограничени, нискоквалитетни докази о благој користи електротерапије на ноксиозном нивоу у лечењу епикондилитиса.
Осврт из 2012. године утврдио је да „мале, једноструке студије показују да неке методе електротерапије могу бити корисне” у рехабилитацији прелома костију на глежњу, али додатно истраживање из 2024. године не спомиње електротерапију. Међутим, осврт из 2008. године показао је да је она неефикасна у лечењу прелома дугих костију.
Осврт из 2012. године утврдио је да су докази да електротерапија доприноси опоравку од повреда колена „ограниченог квалитета”.

### Хронични бол
Осврт из 2016. године објављен у Cochrane бази података утврдио је да су докази који подржавају употребу електротерапије као лечења за комплексни регионални болни синдром „одсутни или нејасни”.

### Хроничне ране
Осврт из 2015. године утврдио је да су докази који подржавају употребу електротерапије у лечењу декубитиса  ниског квалитета, а Cochrane осврт из 2015. године утврдио је да не постоје докази да електромагнетна терапија, подскуп електротерапије, ефикасна у лечењу декубитиса. Ранији осврти су установили да, због ниског квалитета доказа, није било јасно да ли електротерапија повећава стопе зарастања декубитиса. До 2014. године, докази су подржали ефикасност електротерапије у лечењу декубитиса.
Други Cochrane преглед из 2015. године није пронашао доказе који подржавају употребу електротерапије за венске чиреве.

### Ментално здравље и поремећаји расположења
Од 1950-их година, више од 150 објављених чланака пронашло је позитивне резултате у употреби кранијалне електростимулације за лечење депресије, анксиозности и несанице.

### Стимулација мишића
Године 1856, Гиљом Дишен је најавио да је наизменична струја супериорнија од једносмерне за електротерапеутско изазивање контракција мишића. Он је то назвао „ефектом загревања” континуираних струја који иритира кожу, јер при напонским јачинама потребним за контракције мишића, оне узрокују пликове (на аноди) и удубљења (на катоди). Штавише, са једносмерном струјом, свака контракција захтевала је да се струја заустави и поново покрене. Насупрот томе, наизменична струја могла је да изазове јаке контракције мишића без обзира на стање мишића, док су контракције изазване једносмерном струјом биле јаке ако је мишић био јак, а слабе ако је мишић био слаб.
Од тог времена, готово сви поступци рехабилитације који подразумевају контракцију мишића изводе се помоћу симетричног правоугаоног бипхазног таласног облика. Међутим, током 1940-их, Амерички ратни департман је истраживао примену електричне стимулације не само да би успорила и спречила атрофију, већ и да би обновила мишићну масу и снагу. За ову сврху су користили оно што је названо галванијским вежбама на атрофираним рукама пацијената који су имали лезију улнарног нерва као последицу операције на рани. Ове галванијске вежбе користиле су једнофазну директну струју.
Америчко удружење физикалних терапеута, професионална организација која представља физикалне терапеуте, прихвата употребу електротерапије у области физикалне терапије.

## Контраиндикације
Електротерапија је контраиндикована за:
1. особе са медицинским имплантима или стимулаторима као што је кардиостимулатор
2. особе са одређеним кардиоваскуларним болестима
3. труднице
4. особе са дубоком венском тромбозом
5. особе са когнитивним оштећењима